# 東江一紀
東江 一紀（あがりえ かずき、1951年〈昭和26年〉9月6日 - 2014年〈平成26年〉6月21日）は、日本の翻訳家。
楡井 浩一（にれい こういち）名義でビジネス書・ノンフィクションの翻訳を行っていた。
英米の娯楽小説やノンフィクションを主として翻訳する。『犬の力』『レクサスとオリーブの木』などがある。翻訳学校ユニカレッジで長年、講師を務め、多くの翻訳家を輩出 。日本推理作家協会会員。

## 経歴
長崎県生まれ。
小学生時代筑摩書房の日本文学全集の3分の1は読破したが、恵まれた運動神経を活かすべくその後は部活動で運動に励んだ。
読書に時間を取らないためにも、大江健三郎など長時間読んでいると疲れるような本を読んだという。
北海道大学文学部英文科に進んでからも授業は二の次に部活動に励んだ。
時間的制約から読んでいて楽しくないと語りながらもヌーヴォーロマンなど前衛や実験的な小説を読んでいた。
「人がやらないから」という理由で卒論にはサミュエル・ベケットを選んだ。
北海道大学文学部英文科卒業。
7年の学生生活を終え、翻訳の通信教育を受け始めるのと同時に陸上を続けられるという理由で英会話教材のセールスの会社に入社するも、肝心の陸上は出来ず仕事内容も想定外だったため5か月で退社。
陸上と翻訳が出来ればいいと一か月の肉体労働アルバイトの後印刷所のアルバイトを始める。しかし目標そっちのけで残業も積極的にやり、時給500円であったにもかかわらず月30万円を稼ぎ出してしまう始末であった。
正社員に登用されてからは定時に帰りながら陸上と翻訳を続けた。8か月した頃には定時に帰れなくなり再びアルバイトへの降格を自ら名乗りでる。
アルバイトに戻ってからは千駄ヶ谷の競技場で陸上競技のトレーニングに励み、あるとき、練習中にアスレチッククラブに声をかけられ、トレーナーとして採用されることが決まる。
しかしその翌日交通事故にあい陸上は続けられなくなり、翻訳に力をいれることを決める。
友人に紹介された師（川村哲郎）の元2年間下積みをするが、その間極貧生活が続く。その友人が師を紹介してしまった責任を取り東江の妻となる。
陸上時代の友人の紹介から仕事を獲得し、以降仕事が舞い込むようになる。
翻訳学校「フェロー・アカデミー」「ユニカレッジ」で講師を務めた。弟子に布施由紀子、那波かおり、吉澤康子、峯村利哉、渡会圭子他多数。
2014年6月21日、食道癌のため東京都町田市の自宅で死去。62歳没。
2015年、ジョン・ウィリアムズ『ストーナー』(2014/9/28刊)の翻訳により、第一回日本翻訳大賞読者賞を受賞。

## 翻訳

### 東江一紀 名義
- 『ラブ・ジャングル』（ローズマリー・ロジャーズ、サンリオ） 1983.6
- 『ミストラルの娘』（ジュディス・クランツ、サンリオ） 1984.9
- 『恐怖の街角』（ドン・ペンドルトン、ハーレクイン・エンタープライズ日本支社） 1985.1
- 『書記長のクーデター計画』（S・R・ピチェニック、新潮文庫） 1986.3
- 『レモ/第1の挑戦』（ウォーレン・マーフィー, リチャード・サピア、サンケイ文庫） 1986.6
- 『V』上・下（A・C・クリスピン（英語版）、サンリオSF文庫） 1986.6
- 『ノーブルロード』（ピーター・ローダー、集英社文庫） 1986.7
- 『裏切りのゲーム』（D・ワイズ、新潮文庫） 1986.11
- 『最後に笑った男』（ブライアン・フリーマントル、新潮文庫） 1987.7
- 『ミストラルの娘』（ジュディス・クランツ、新潮文庫） 1987.8
- 『大統領ゲーム』（R・ラム, A・グロスマン、創元推理文庫） 1988.2
- 『踊らされた男たち 大統領候補の系図を追え』（ダンカン・カイル、新潮文庫） 1988.2
- 『技師クズネツォフの過去』（ジェームズ・O・ジャクソン、新潮文庫） 1988.8
- 『一弾で倒せ!』（ジェラルド・シーモア、新潮文庫） 1989.1
- 『ロリータは何歳だったか』（アラン・セイパースタイン、早川書房） 1989.6
- 『狂気のやすらぎ』（ポール・セイヤー、草思社） 1989.11
- 『ブリーディング・ハート』（マリリン・フレンチ、新潮文庫） 1990.3
- 『オータム・タイガー』（ボブ・ラングレー、東京創元社、創元ノヴェルズ） 1990.8
- 『エリー・クラインの収穫』（ミッチェル・スミス、新潮文庫） 1992.1
- 『氷の微笑』（リチャード・オズボーン、扶桑社ミステリー） 1992.5
- 『エイリアン3』（アラン・ディーン・フォスター、角川文庫） 1992.7
- 『デイヴ・バリーの40歳になったら』（デイヴ・バリー、集英社） 1992.7
- 『ストーン・シティ』（ミッチェル・スミス、新潮文庫） 1993.8
- 『デモリションマン』（リチャード・オズボーン、扶桑社ミステリー） 1994.1
- 『デイヴ・バリーの日本を笑う』（デイヴ・バリー、集英社） 1994.2
- 『ショールの女』（シンシア・オジック、草思社） 1994.3
- 『ジェームズ・ディーン 破れた夢の道 その生涯、時代、伝説』（ポール・アレクサンダー、ベーグル・ギルド共訳、近代文芸社） 1994.9
- 『密告者』（ジェラルド・シーモア、福武書店） 1994.6
- 『ファシズム コミック版』（スチュアード・フッド, リッツァ・ジャンス、心交社、知的常識シリーズ） 1994.6
- 『五十年間の嘘』（ルイス・ベグリイ、早川書房） 1995.2
- 『グリーンリバー・ライジング』（ティム・ウィロックス、角川書店） 1995.9、のち文庫
- 『ヒトラーの相続人』（S・J・マイケルズ、原書房） 1996.5
- 『女王陛下を撃て』（ピーター・カニンガム、原書房） 1996.7
- 『自由への長い道 ネルソン・マンデラ自伝 』（ネルソン・マンデラ、日本放送出版協会） 1996
- 『垂直の戦場』（ジョセフ・ガーバー、徳間書店） 1996.9
- 『FBIが恐れた伝説のハッカー』（ジョナサン・リットマン、草思社） 1996.10
- 『プッシュ』（サファイア、河出書房新社、「プレシャス」文庫） 1998.2
- 『エイリアン4 復活』（A・C・クリスピン、角川文庫） 1998.2
- 『ダイアナ妃謀殺』（トーマス・サンクトン, スコット・マクラウド、草思社） 1998.4
- 『複製されるヒト』（リー・M・シルヴァー、真喜志順子, 渡会圭子共訳、翔泳社） 1998.5
- 『デイヴ・バリーの笑えるコンピュータ』（デイヴ・バリー、草思社） 1998.6
- 『馬と話す男 サラブレッドの心をつかむ世界的調教師モンティ・ロバーツの半生』（モンティ・ロバーツ、徳間書店） 1998.9
- 『イエスの墓』（リチャード・アンドルーズ, ポール・シェレンバーガー、向井和美共訳、日本放送出版協会） 1999.3
- 『憂国のスパイ イスラエル諜報機関モサド』（ゴードン・トーマス、光文社） 1999.7
- 『静けさと沈黙のなかで』（ドリス・グランバック、角川書店） 2000.1
- 『レクサスとオリーブの木 グロバリゼーションの正体』（トーマス・フリードマン、服部清美共訳、草思社） 2000.2
- 『シリコンバレーに行きたいか!』（ポー・ブロンソン、渡会圭子, 長田賀寿美共訳、翔泳社） 2000.9
- 『ステーション』（マイケル・フラナガン、角川書店） 2000.12
- 『天才たちの誤算 ドキュメント LTCM破綻』（ロジャー・ローウェンスタイン、瑞穂のりこ訳、日本経済新聞社） 2001.6、のち改題『最強ヘッジファンドLTCMの興亡』(日経ビジネス人文庫)
- 『ビッグ・トラブル』（デイヴ・バリー、新潮文庫） 2001.8
- 『モルジブが沈む日 異常気象は警告する』（ボブ・リース、日本放送出版協会） 2002.8
- 『ハイラム・ホリデーの大冒険』（ポール・ギャリコ、ブッキング） 2007.6
- 『ガーゴイル 転生する炎の愛』（アンドリュー・デイビッドソン、徳間書店） 2008.10
- 『賢者たちの決断』（ブリン・ゼックハウザー, アーロン・サンドスキ、徳間書店） 2010
- 『プレシャス』（サファイア、河出書房新社、河出文庫） 2010
- 『これが物理学だ! : マサチューセッツ工科大学「感動」講義』（ウォルター・ルーウィン、文藝春秋） 2012
- 『最高の人生の見つけ方 : オーガスタ伝説のキャディーマスター、フレディがぼくに教えてくれたこと』（トリップ・ボウデン、日本実業出版社） 2012
- 『2050年の世界 - 英『エコノミスト』誌は予測する』（英『エコノミスト』編集部、東江一紀, 峯村利哉共訳、文藝春秋） 2012、のち文庫
- 『数学小説 確固たる曖昧さ』（ガウラヴ・スリ, ハートシュ・シン・バル、草思社） 2013
- 『最後の紙面』（トム・ラックマン、日経文芸文庫） 2014
- 『ストーナー』（ジョン・ウィリアムズ、作品社） 2014
- 『黄泉の河にて 』（ピーター・マシーセン、作品社） 2014

#### ロバート・キャンベル
- 『ごみ溜めの犬』（ロバート・キャンベル、二見文庫） 1988.4
- 『六百ポンドのゴリラ』（ロバート・キャンベル、二見文庫） 1989.3
- 『鰐のひと噛み』（ロバート・キャンベル、二見文庫） 1989.10
- 『鮫とジュース』（ロバート・キャンベル、文春文庫） 1993.10
- 『贖い』（ロバート・キャンベル、原書房） 1998.3

#### マイケル・ルイス
- 『ライアーズ・ポーカー ウォール街は巨大な幼稚園』（マイケル・ルイス、角川書店） 1990.11
- 『マネー・カルチャー』（マイケル・ルイス、角川書店） 1992.8
- 『ニュー・ニュー・シング』（マイケル・ルイス、日本経済新聞社） 2000.8
- 『世紀の空売り 世界経済の破綻に賭けた男たち』（マイケル・ルイス、文藝春秋） 2010、のち文庫
- 『ブーメラン : 欧州から恐慌が返ってくる』（マイケル・ルイス、文藝春秋） 2012、のち文庫
- 『ライアーズ・ポーカー』（マイケル・ルイス、早川書房、ハヤカワ文庫NF） 2013
- 『フラッシュ・ボーイズ : 10億分の1秒の男たち』（マイケル・ルイス、渡会圭子,東江一紀共訳、文藝春秋） 2014

#### フィリップ・カー
- 『偽りの街』（フィリップ・カー、新潮文庫） 1992.6
- 『砕かれた夜』（フィリップ・カー、新潮文庫） 1993.10
- 『屍肉』（フィリップ・カー、新潮文庫） 1994.11
- 『ベルリン・レクイエム』（フィリップ・カー、新潮文庫） 1995.11
- 『殺人探究』（フィリップ・カー、新潮文庫） 1997.6
- 『殺人摩天楼』（フィリップ・カー、新潮文庫） 1998.8
- 『エサウ 封印された神の子』（フィリップ・カー、後藤由季子共訳、徳間書店） 1998.10、のち文庫
- 『セカンド・エンジェル 血の黙示録』（フィリップ・カー、徳間書店） 2000.9

#### ドン・ウィンズロウ
- 『ストリート・キッズ』（ドン・ウィンズロウ、創元推理文庫） 1993.11
- 『仏陀の鏡への道』（ドン・ウィンズロウ、創元推理文庫） 1997.3
- 『ボビーZの気怠く優雅な人』（ドン・ウィンズロウ、角川文庫） 1999.5
- 『高く孤独な道を行け』（ドン・ウィンズロウ、創元推理文庫） 1999.6
- 『カリフォルニアの炎』（ドン・ウィンズロウ、角川文庫） 2001.9
- 『ウォータースライドをのぼれ』（ドン・ウィンズロウ、創元推理文庫） 2005.7
- 『砂漠で溺れるわけにはいかない』（ドン・ウィンズロウ、創元推理文庫） 2006.8
- 『犬の力』（ドン・ウィンズロウ、角川文庫） 2009.8 [10]
- 『フランキー・マシーンの冬』上・下（ドン・ウィンズロウ、角川文庫） 2010
- 『野蛮なやつら』（ドン・ウィンズロウ、角川文庫） 2012
- 『キング・オブ・クール』（ドン・ウィンズロウ、角川文庫） 2013

#### リチャード・ノース・パタースン
- 『罪の段階』（リチャード・ノース・パタースン、新潮社） 1995.10、のち文庫
- 『子供の眼』（リチャード・ノース・パタースン、新潮社） 2000.9、のち文庫
- 『最後の審判』（リチャード・ノース・パタースン、新潮社） 2002.9、のち文庫
- 『ダーク・レディ』（リチャード・ノース・パタースン、新潮文庫） 2004.9
- 『野望への階段』（リチャード・ノース・パタースン、PHP研究所） 2009.1

### 楡井浩一 名義
- 『「遊び心」の経済学 あらゆるビジネスは娯楽へ進化する』（マイケル・J・ウルフ、徳間書店） 1999.12
- 『なぜか、「仕事がうまくいく人」の習慣 世界中のビジネスマンが学んだ成功の法則』（ケリー・グリーソン、PHP研究所） 2001.3、のち文庫
- 『ファストフードが世界を食いつくす』（エリック・シュローサー、草思社） 2001.8、のち文庫
- 『エクソシストコップ NY心霊事件ファイル』（ラルフ・サーキ、講談社） 2001.11
- 『だから、「仕事がうまくいく人」の習慣 その差は、整理力・デジタル力だったのか篇』（ケリー・グリーソン、PHP研究所） 2001.12、のち文庫
- 『アメリカを創ったベンチャー・キャピタリスト 夢を支えた35人の軌跡』（ウダヤン・グプタ、翔泳社） 2002.2
- 『超大国日本は必ず甦える』（ハドソン研究所、徳間書店） 2002.3
- 『ラスト・ダイヴ 沈黙の世界に挑んだ父と息子 - その栄光と悲劇』（バーニー・チョードゥリー、光文社） 2002.3、のち改題文庫化『沈黙の海へ還る』
- 『「成功おじさん」の最優先ルール』（チャーリー・ジョーンズ、PHP研究所） 2002.4
- 『世界生物兵器地図 新たなテロに対抗できるか』（ウェンディ・バーナビー、日本放送出版協会） 2002.4
- 『グレートゲーム・オブ・ビジネス 社員の能力をフルに引き出す最強のマネジメント』（ジャック・スタック、徳間書店） 2002.6
- 『セールス王の教え 面白いほど変化がおきる、世界一現実的な仕事術』（バリー・メイハー、PHP研究所） 2002.7
- 『人間をズバリ見抜く動物判断』（ゲイリー・S・オーミラー、きこ書房） 2002.9
- 『1日を26時間にする、最強の時間活用術 』（ヴィンス・パネラ、PHP研究所） 2002.10
- 『ファストフードと狂牛病』（エリック・シュローサー、草思社） 2002.10
- 『お金持ちになれる1分間の魔法 ワン・ミニッツ・ミリオネア』（マーク・ヴィクター・ハンセン, ロバート・アレン、徳間書店） 2003.3
- 『リーダーシップ』（ルドルフ・ジュリアーニ、講談社） 2003.4
- 『超大国日本は完全復活する』（ハドソン研究所、徳間書店） 2003.10
- 『デフレとバランスシート不況の経済学』（リチャード・クー、徳間書店） 2003.10
- 『生物・化学・核テロから身を守る方法』（アンジェロ・アクィスタ、草思社） 2003.11
- 『パターンを変えれば、きっとうまくいく!』（チャールズ・S・プラトキン、PHP研究所） 2004
- 『ドリーム お金持ちになれる1分間の魔法 実践篇』（マーク・ヴィクター・ハンセン, ロバート・アレン、徳間書店） 2004.2
- 『ドリーム お金持ちになれる1分間の魔法 小説篇』（マーク・ヴィクター・ハンセン, ロバート・アレン、徳間書店） 2004.2
- 『金持ちと上手につきあう法 「ザ・リッチ」の不思議な世界へようこそ』（リチャード・コニフ、講談社） 2004.3
- 『爆弾証言 9・11からイラク戦争へ すべての敵に向かって』（リチャード・クラーク、徳間書店） 2004.6
- 『私たちは成功するようにできている』（マリリン・タム、サンマーク出版） 2004.5
- 『このつまらない仕事を辞めたら、僕の人生は変わるのだろうか?』（ポー・ブロンソン、アスペクト） 2004.7
- 『マイライフ クリントンの回想』（ビル・クリントン、朝日新聞社） 2004.9
- 『アレキサンダー大王陽炎の帝国』（ニコラス・ニカストロ、清流出版） 2005.2
- 『マイケル・ジャクソン 少年愛と白い肌の真実』（ボブ・ジョーンズ、講談社） 2005.6
- 『文明崩壊 滅亡と存続の命運を分けるもの』（ジャレド・ダイアモンド、草思社） 2005.12、のち文庫
- 『人類が知っていることすべての短い歴史』（ビル・ブライソン、日本放送出版協会） 2006.3、のち新潮文庫
- 『図解なぜか、「仕事がうまくいく人」の習慣 世界中のビジネスマンが学んだ成功の法則』（ケリー・グリーソン、PHP研究所） 2006.4
- 『MITチームの調査研究によるグローバル企業の成功戦略』（スザンヌ・バーガー、MIT産業生産性センター、草思社） 2006.9
- 『世界に格差をバラ撒いたグローバリズムを正 』（ジョセフ・E・スティグリッツ、徳間書店） 2006.11
- 『幸せのちから』（クリス・ガードナー、アスペクト） 2006.12
- 『人類最後のタブー バイオテクノロジーが直面する生命倫理とは』（リー・M・シルヴァー、日本放送出版協会） 2007.3
- 『解決! いじめ撃退マニュアル 教室からネットまで、これで安心』（ホセ・ボルトン、スタン・グリーブ編、徳間書店） 2007.4
- 『タートル流投資の魔術 伝説のトレーダー集団』（カーティス・フェイス、徳間書店） 2007.10
- 『ロックフェラー回顧録』（デイヴィッド・ロックフェラー、新潮社） 2007.10、のち文庫
- 『人生を料理した男  麻薬の売人からトップシェフへ』（ジェフ・ヘンダーソン、アスペクト） 2008.4
- 『世界を不幸にするアメリカの戦争経済 イラク戦費3兆ドルの衝撃』（ジョセフ・E・スティグリッツ, リンダ・ビルムズ、徳間書店） 2008.5
- 『バビロンの大金持ち』（ジョージ・S・クレイソン、実務教育出版） 2008.9
- 『贋作王ダリ シュールでスキャンダラスな天才画家の真実』（スタン・ラウリセンス、アスペクト） 2008.10
- 『優等生プアと劣等生リッチ 頭のいいぼくが貧乏で、なんであのバカが金持ちなの?』（ロバート・シェミン、徳間書店） 2008.10
- 『アメリカ後の世界』（ファリード・ザカリア、徳間書店） 2008.12
- 『失われた聖櫃(アーク) 謎の潜在パワー』（ローレンス・ガードナー、清流出版） 2009.3
- 『なぜか、「仕事がうまくいく人」の習慣4.0 世界中のビジネスマンが学んだ成功の法則』（ケリー・グリーソン、PHP研究所） 2009.4
- 『借金大国アメリカの真実 グリーンスパン、バフェット等、金融の重鎮が語る再生への道』（アディスン・ウィギン, ケート・インコントレラ、東洋経済新報社） 2009.10
- 『タートル流投資の黄金律 伝説のトレーダー集団』（カーティス・フェイス、徳間書店） 2009.11
- 『フリーフォール グローバル経済はどこまで落ちるのか』（ジョセフ・E・スティグリッツ、峯村利哉共訳、徳間書店） 2010.2
- 『まだ科学で解けない13の謎』（マイケル・ブルックス、草思社） 2010.5
- 『聖杯の血統 イエスの隠された系譜』（ローレンス・ガードナー、清流出版） 2010.6
- 『美しき姫君 発見されたダ・ヴィンチの真作』（マーティン・ケンプ, パスカル・コット、草思社） 2010.7
- 『価格戦争は暴走する』（エレン・ラペル・シェル、筑摩書房） 2010.12
- 『なぜ人は走るのか : ランニングの人類史』（トル・ゴタス、筑摩書房） 2011
- 『世界の99%を貧困にする経済』（ジョセフ・E・スティグリッツ、楡井浩一, 峯村利哉共訳、徳間書店） 2012
- 『インフォメーション : 情報技術の人類史』（ジェイムズ・グリック、新潮社） 2013
- 『加工食品には秘密がある』（メラニー・ウォーナー、草思社） 2014

## エッセイ
- 『ねみみにみみず』（越前敏弥編、作品社）2018.4 [8]